# Gołańcz (gemeente)
De gemeente Gołańcz is een stad- en landgemeente in het Poolse woiwodschap Groot-Polen, in powiat Wągrowiecki.
De zetel van de gemeente is in Gołańcz.
Op 30 juni 2004 telde de gemeente 8407 inwoners.

## Oppervlakte gegevens
In 2002 bedroeg de totale oppervlakte van gemeente Gołańcz 192,13 km², waarvan:
- agrarisch gebied: 76%
- bossen: 15%

De gemeente beslaat 18,46% van de totale oppervlakte van de powiat.

## Demografie
Stand op 30 juni 2004:
| Omschrijving                   | Totaal | Totaal | Vrouwen | Vrouwen | Mannen | Mannen |
| ------------------------------ | ------ | ------ | ------- | ------- | ------ | ------ |
| eenheid                        | aantal | %      | aantal  | %       | aantal | %      |
| inwoners                       | 8407   | 100    | 4178    | 49,7    | 4229   | 50,3   |
| bevolkingsdichtheid (inw./km²) | 43,8   | 43,8   | 21,7    | 21,7    | 22     | 22     |

In 2002 bedroeg het gemiddelde inkomen per inwoner 1379,12 zł.

## Administratieve plaatsen (sołectwo)
Bogdanowo, Brdowo, Buszewo, Chawłodno, Chojna, Czerlin, Czesławice, Czeszewo, Grabowo, Jeziorki, Konary, Krzyżanki, Kujawki, Laskownica Wielka, Lęgniszewo, Morakowo, Morakówko, Oleszno, Panigródz, Potulin, Rybowo, Smogulec, Tomczyce.
Zonder de status sołectwo: Gręziny, Laskownica Mała.

## Aangrenzende gemeenten
Damasławek, Kcynia, Margonin, Szamocin, Wapno, Wągrowiec, Wyrzysk